# Neufriedersdorf

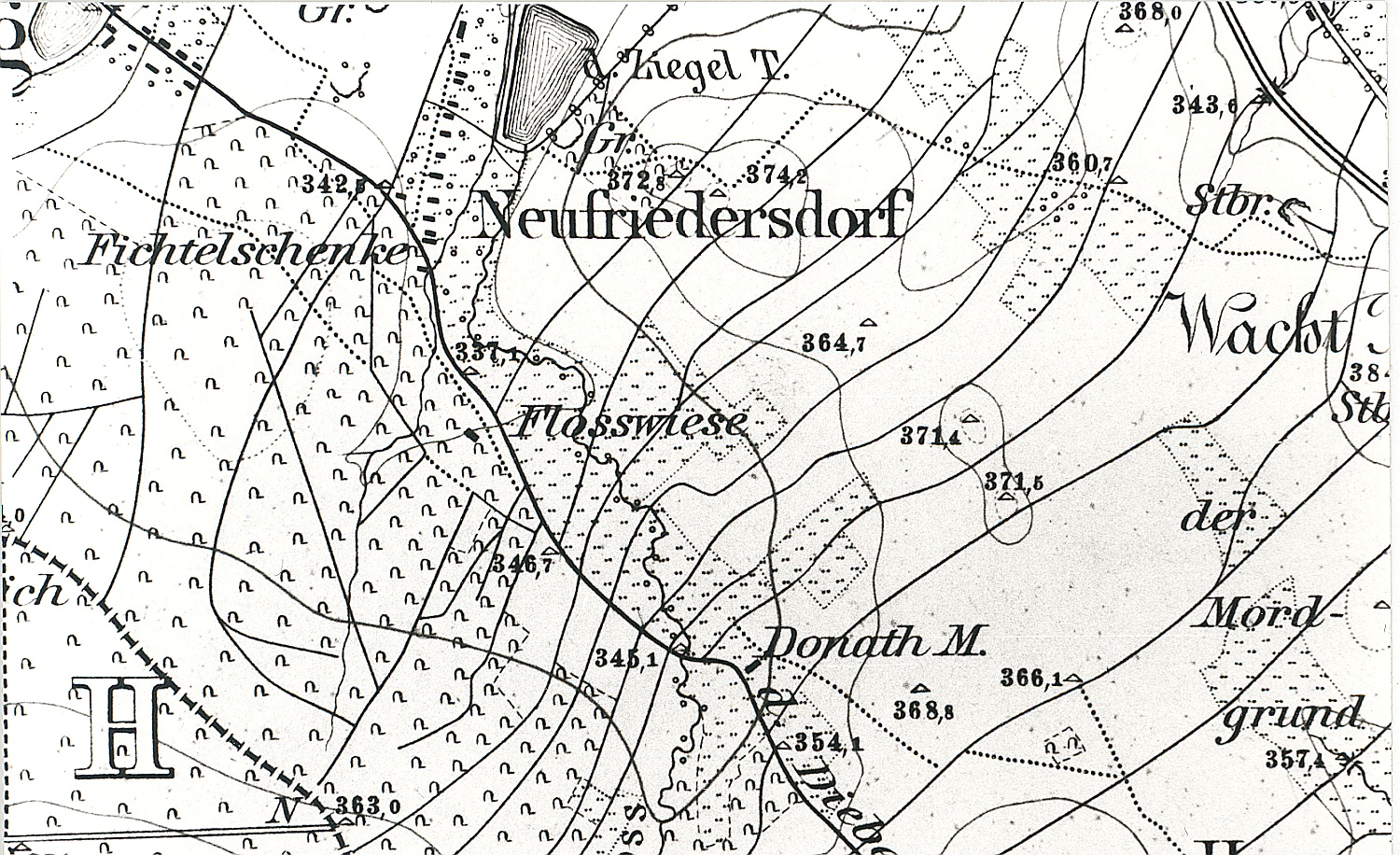
Karte mit Neufriedersdorf von 1883

Neufriedersdorf ist eine Siedlung des Ortsteils Friedersdorf der Stadt Neusalza-Spremberg in Sachsen, 400 m östlich von Neuspremberg gelegen. Er war ein Ausbau der Gutsherrschaft Niederfriedersdorf, der seit 1938 Ortsteil der Landgemeinde Friedersdorf war. Die Gutsherrschaft Niederfriedersdorf hatte an der Stelle von Neufriedersdorf eine Ziegelei errichten lassen, welche die südlich des Spreebogens gelegenen pleistozänen Geschiebelehme und Bändertone verarbeitete.
1777 waren als erste Bewohner neun Häusler verzeichnet, 1871 waren es 104 und 1890 dann 116 Einwohner. Die kleine Siedlungsgruppe reicht in einer etwa 400 m langen Häuslerzeile von der Eisenbahnstrecke Zittau – Dresden bis zum nördlichen Rand des Grenzwaldes. Von Einheimischen wird auch der Name Fichtelhäuser verwendet, benannt nach der am Waldrand stehenden Fichtelschenke neben einer alten Fichte, einem Gasthaus am südlichen Ende der Häuserreihe. An ihr vorbei verläuft in Nordwest-Südost-Richtung ein alter Weg, die Diebesstraße (kurz Diebstraße), an der ehemaligen Froschmühle (heute nur noch in Resten vorhanden) vorbei nach Südosten zum Ort Jiříkov (Georgswalde). Der Räuberhauptmann Karasek soll sie bei Diebeszügen benutzt haben. Das Richterflössel, ehemals kurz Floß genannt, sammelt zahlreiche Rinnsale, die im Grenzwald nahe dem Blockhaus entspringen. Er führt weiter zum Ziegelteich, ab dort mit tief eingeschnittenem Verlauf, im Nebenschluss entlang dem 2008 sanierten Brückenteich und mündet schließlich in die Spree im Spreepark.

## Quelle
- Theodor Schütze (Hrsg.): Zwischen Strohmberg, Czorneboh und Kottmar (= Werte unserer Heimat. Band 24). 1. Auflage. Akademie-Verlag, Berlin 1974.

Koordinaten: 51° 1′ N, 14° 32′ O